# 利尻禮文佐呂別國立公園

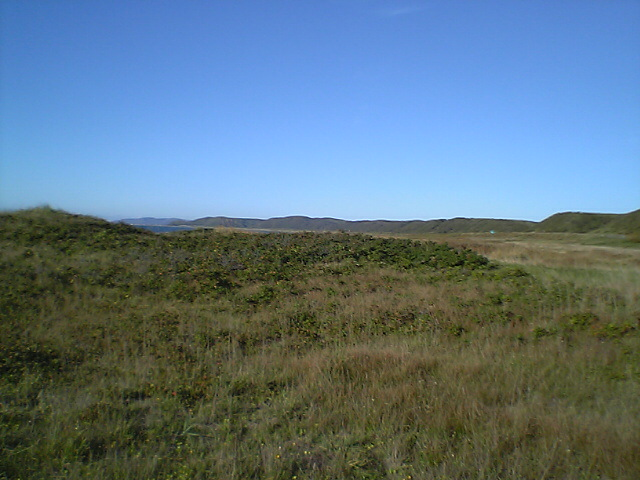
佐呂別原野

利尻禮文佐呂別國立公園（日语：／ Rishiri-Rebun-Sarobetsu Kokuritsu Kōen）為全日本最北端的國家公園，面積241.66平方公里。位於北海道北部，於1965年7月10日成為「利尻禮文國定公園」，1974年9月20日加入北海道本島上的佐呂別地區，成為「利尻禮文佐呂別國立公園」，為日本第27個國立公園。範圍包括有許多高山植物的利尻島、禮文島和佐呂別原野。

## 概要
利尻禮文佐呂別國立公園是日本國內最北的國立公園，包含利尻島、禮文島、稚內市至豐富町及幌延町的海岸砂丘林及佐呂別原野。公園約有七成是維持原生自然狀態，全區內由於強風關係有大量的風衝植生。園內除了佐呂別原野已登錄於拉姆薩公約，還有「禮文島桃岩附近一帶的野生植物」、「利尻島千島櫻自生地」、「稚內海岸砂丘林」、「禮文敦盛草群生地」等北海道的天然紀念物。

## 歷史
佐呂別原野曾列為戰後開拓的開發對象，之後劃入國定公園與國立公園。2005年（平成17年）成立「上佐呂別自然再生協議會」，推動自然再生事業。
- 1965年（昭和40年）：指定為國定公園。
- 1974年（昭和49年）：指定為國立公園。
- 1989年（平成元年）：開設幌延遊客中心[7]。
- 2003年（平成15年）：第1回點檢。
- 2005年（平成17年）：佐呂別原野登錄拉姆薩公約[4]。
- 2011年（平成23年）：開設佐呂別濕原中心[8]。
- 2014年（平成26年）：成為日本郵便發行的310圓普通郵票主題[9]。

## 自然
利尻島：為圓錐形火山島，利尻山是利尻禮文佐呂別國立公園的象徵。作為高山植物豐富的區域之一，山頂可見利尻雛芥子（リシリヒナゲシ）與牡丹金梅（ボタンキンバイ）等特有種及其他高山性植物聚落。山麓有以庫頁冷杉為中心的針葉林，オタトマリ沼周邊則有赤蝦夷松與濕原植物。
禮文島：是丘陵地形的離島，有禮文金梅草（レブンキンバイソウ）與蝦夷白山一花等花卉，及禮文敦盛草等特有種，因此禮文島又稱「花之浮島」。所有島嶼都是候鳥的中繼地。稚內市至幌延町之間是約40 km的砂丘帶，砂丘之間有多座湖沼。除了是日本國內唯一的白秋沙鴨繁殖地，還可見到白尾海鵰等貴重鳥類棲息。
佐呂別原野是佐呂別川流域形成的泥炭地，是日本國內最大的高層濕原。除了有眾多候鳥，也是白腹鹞與金鵐的繁殖地。

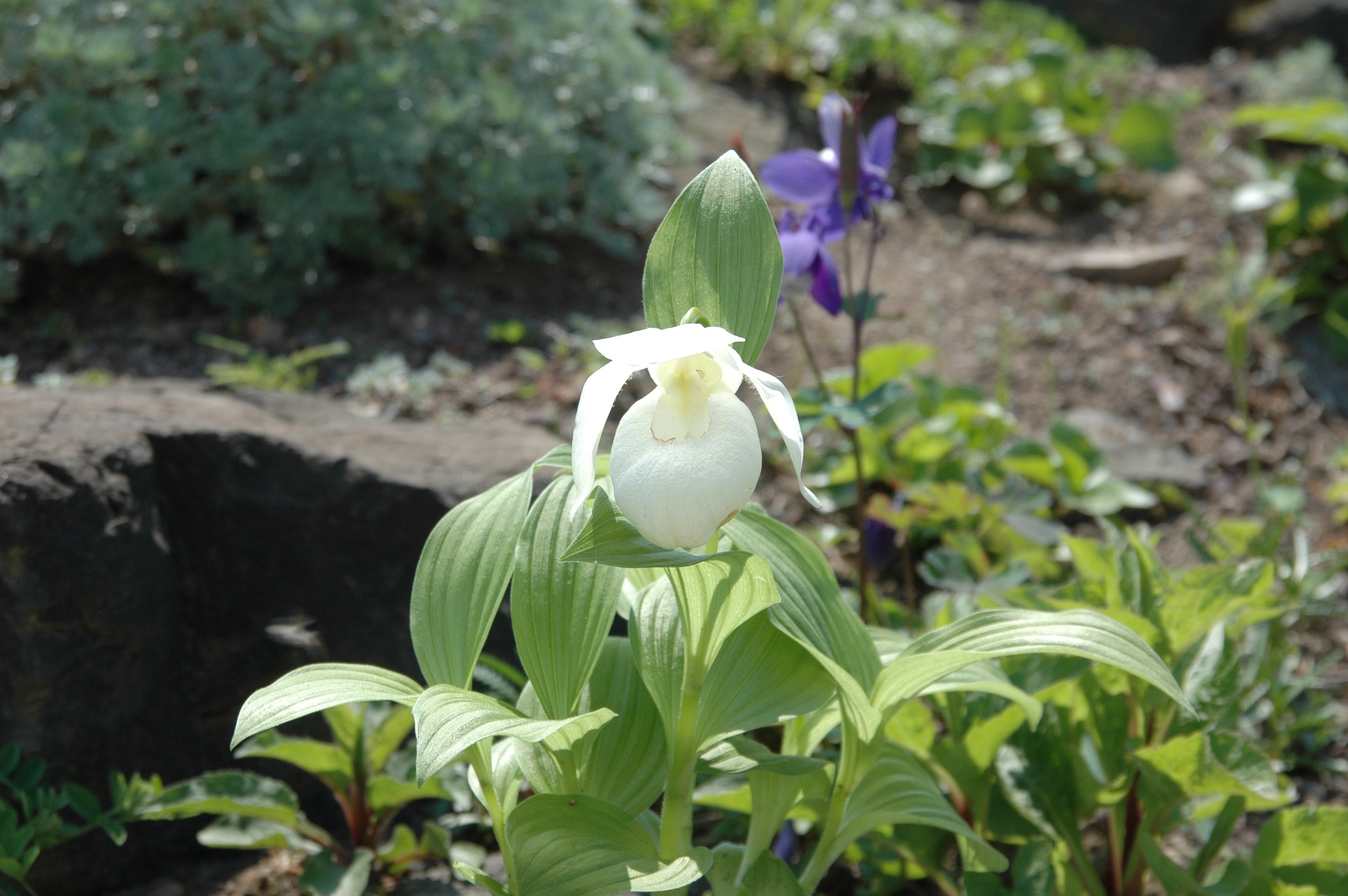
禮文敦盛草（2007年6月）
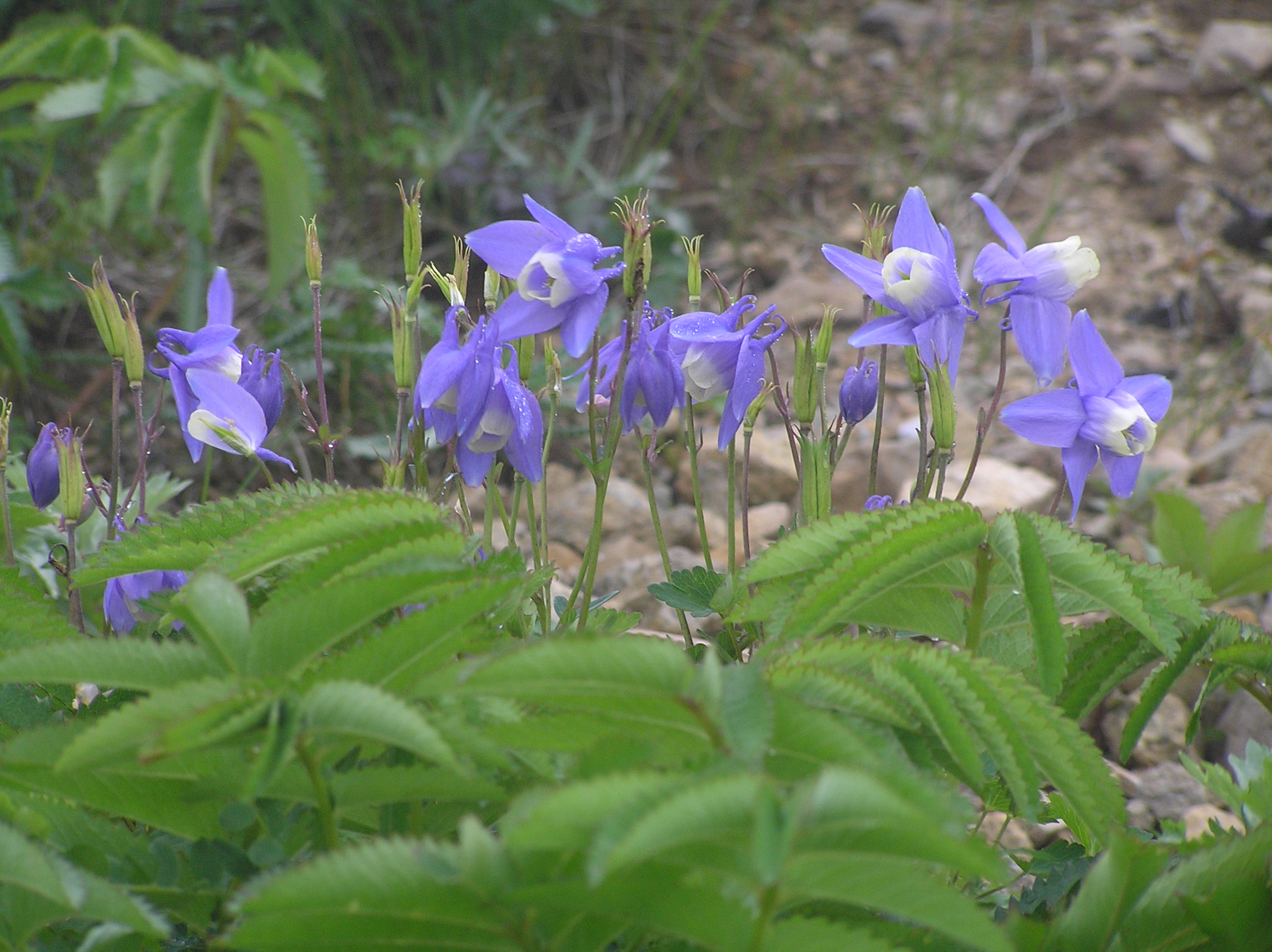
深山苧環（日语：ミヤマオダマキ）（2006年6月）

## 景點
禮文島
須古頓岬
禮文敦盛草群生地
蝦夷薄雪草群生地
桃台貓台
桃岩步道
利尻島
見返台園地
甘露泉水
利尻山
姬沼
オタトマリ沼
佐呂別原野
濱勇知園地
佐呂別原生花園
下沼園地

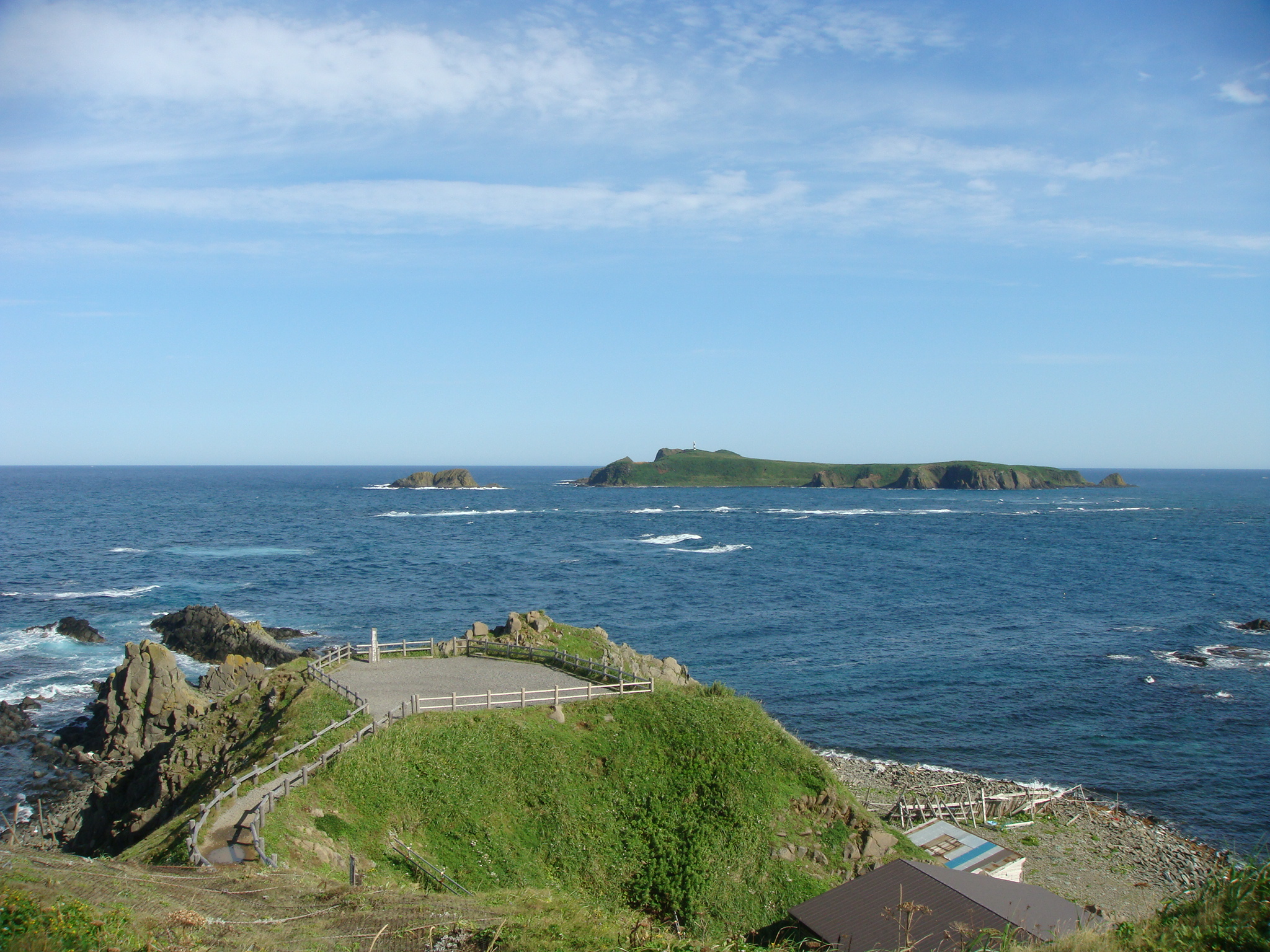
須古頓岬（2010年8月）
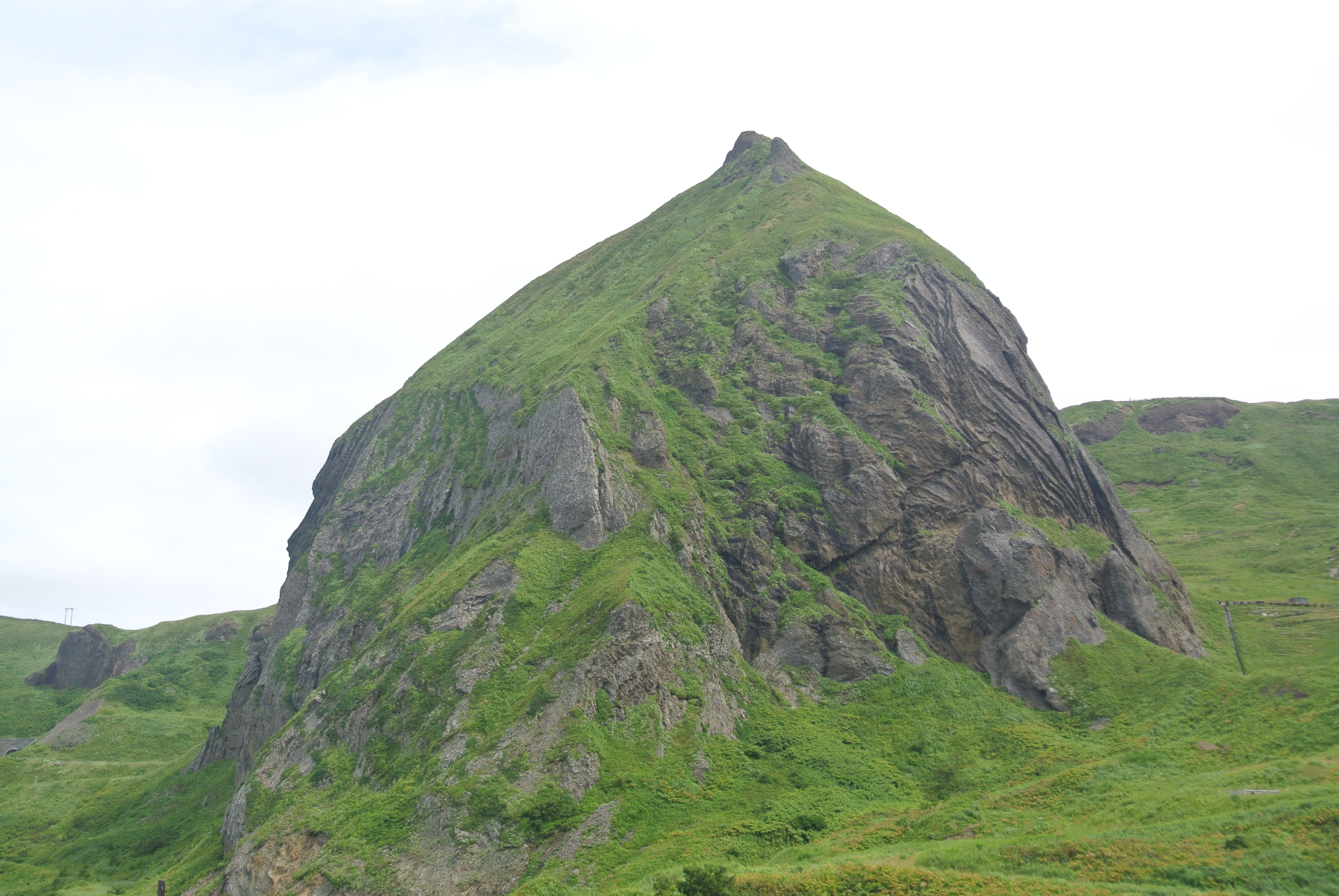
桃岩（2014年8月）
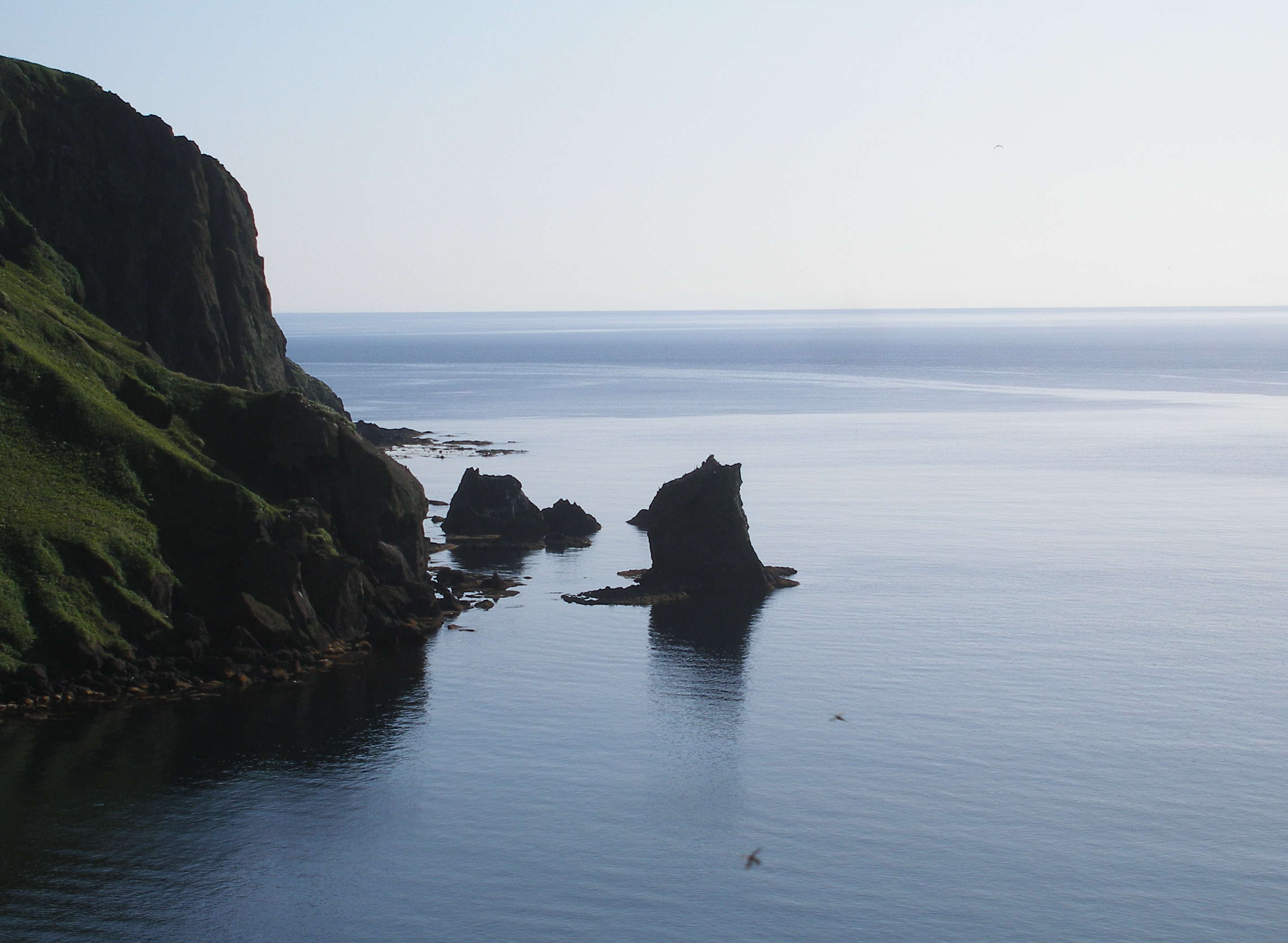
貓岩（2009年7月）
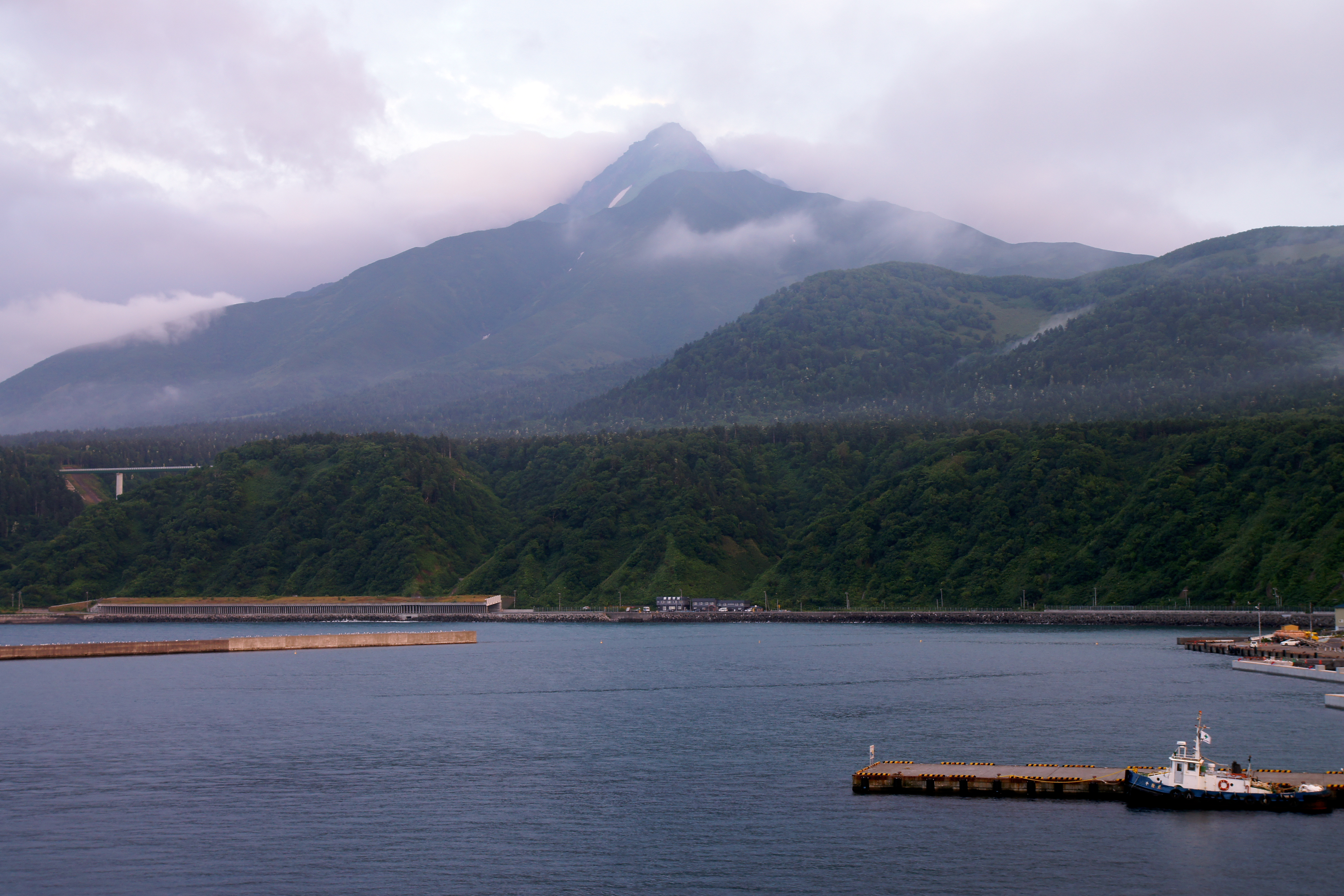
鴛泊港所見的利尻山（2013年7月）
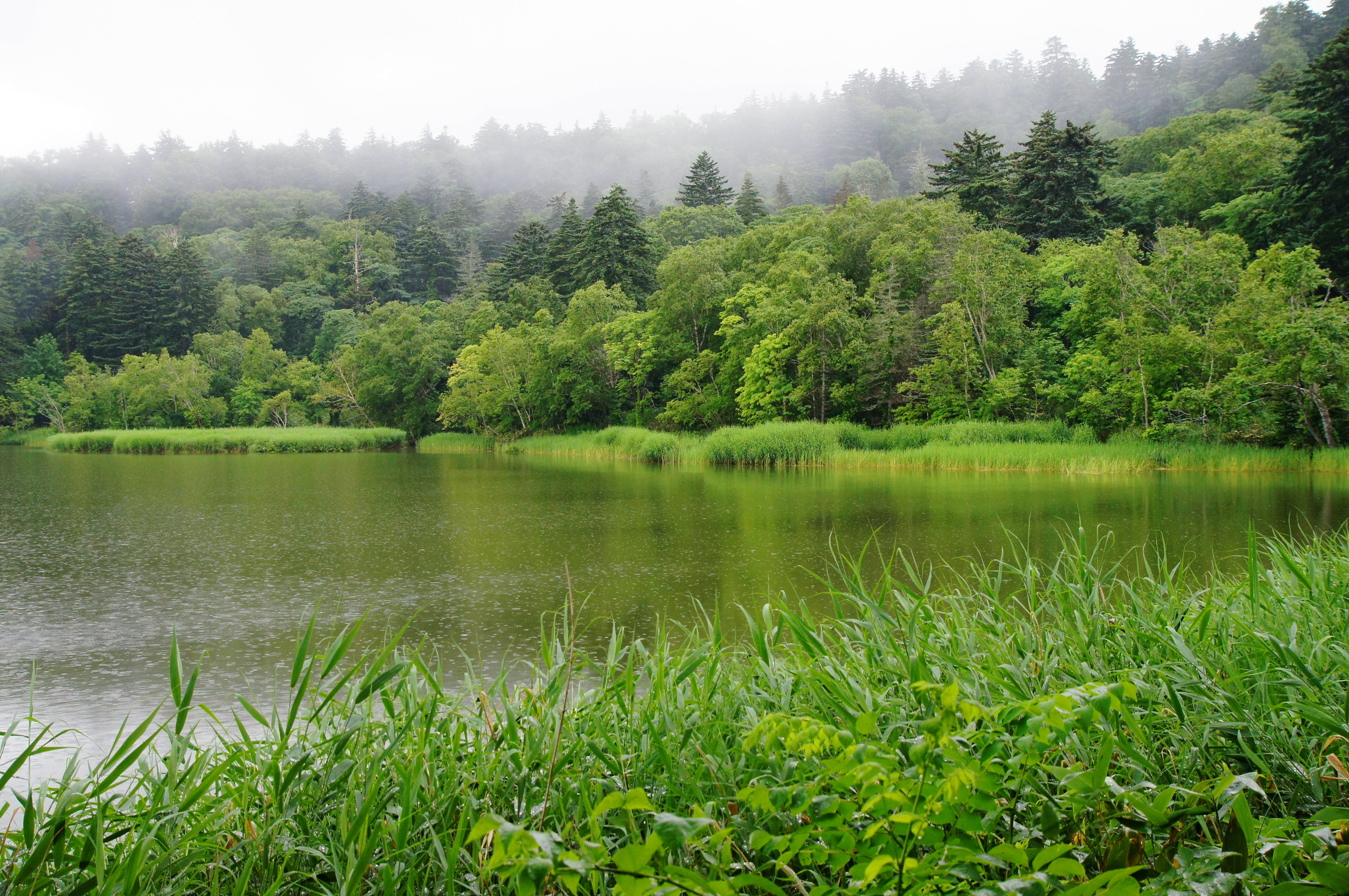
姬沼（2013年7月）
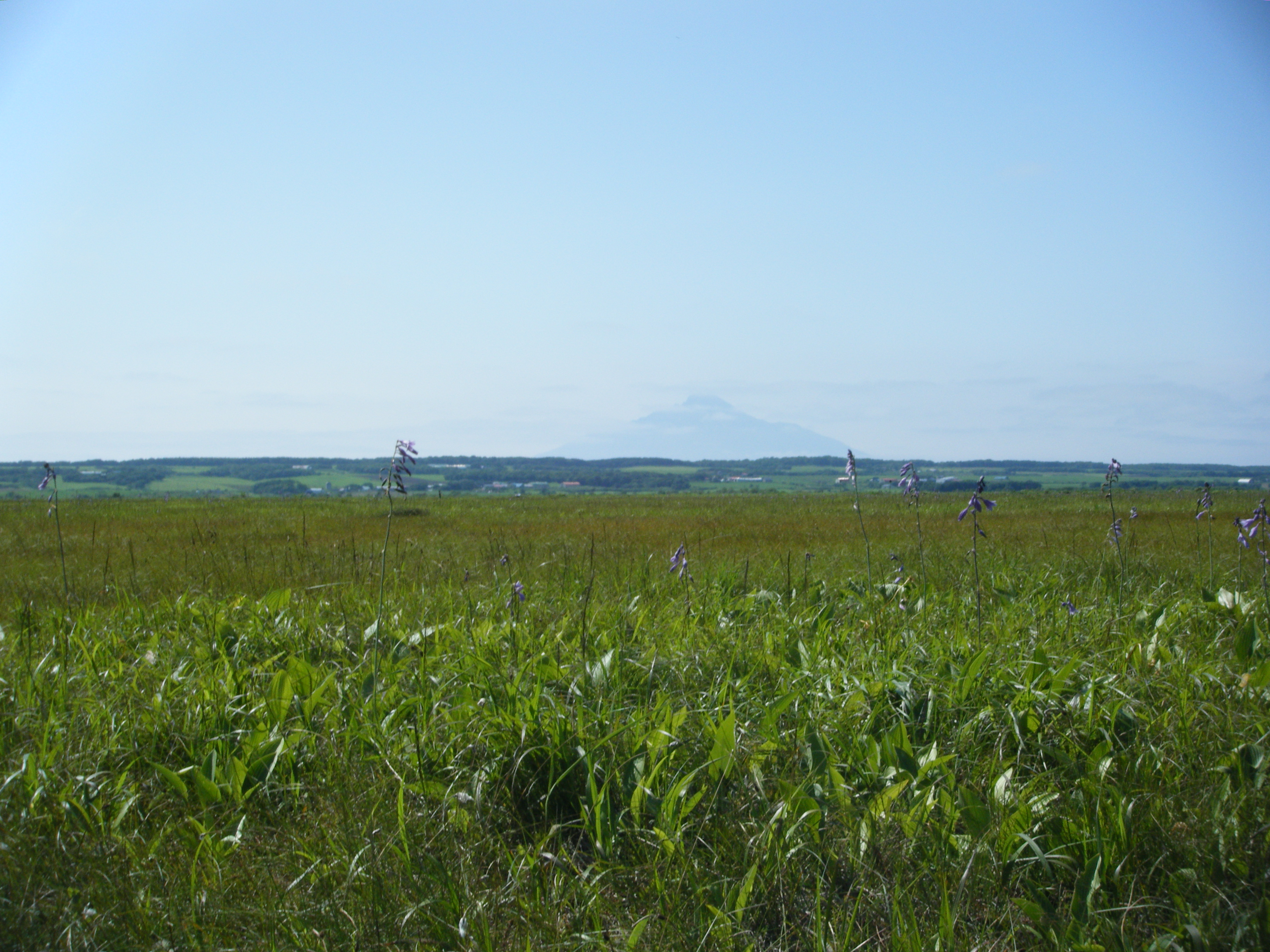
佐呂別原生花園（2009年8月）
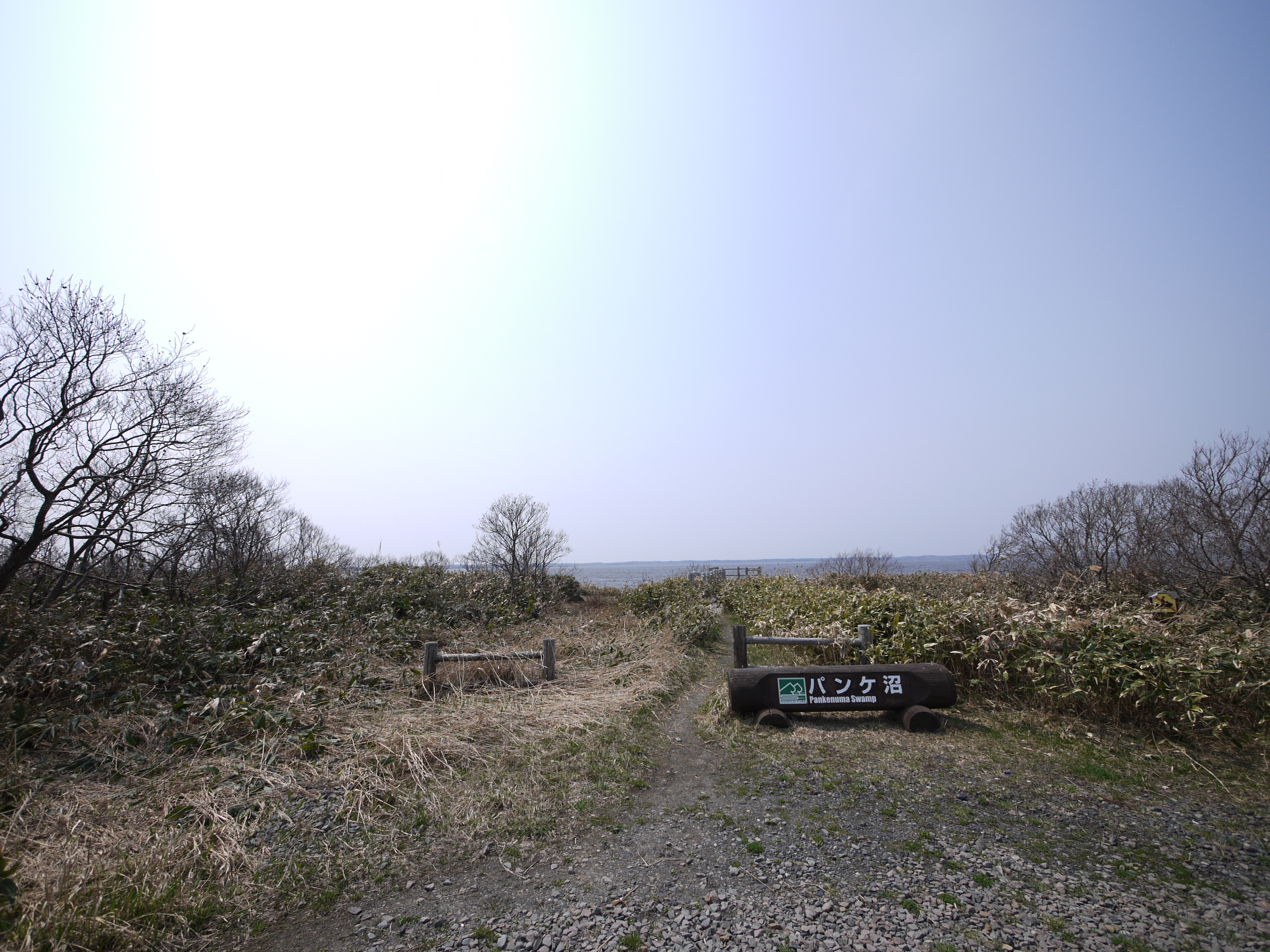
下沼園地（2015年4月）

## 遊客中心

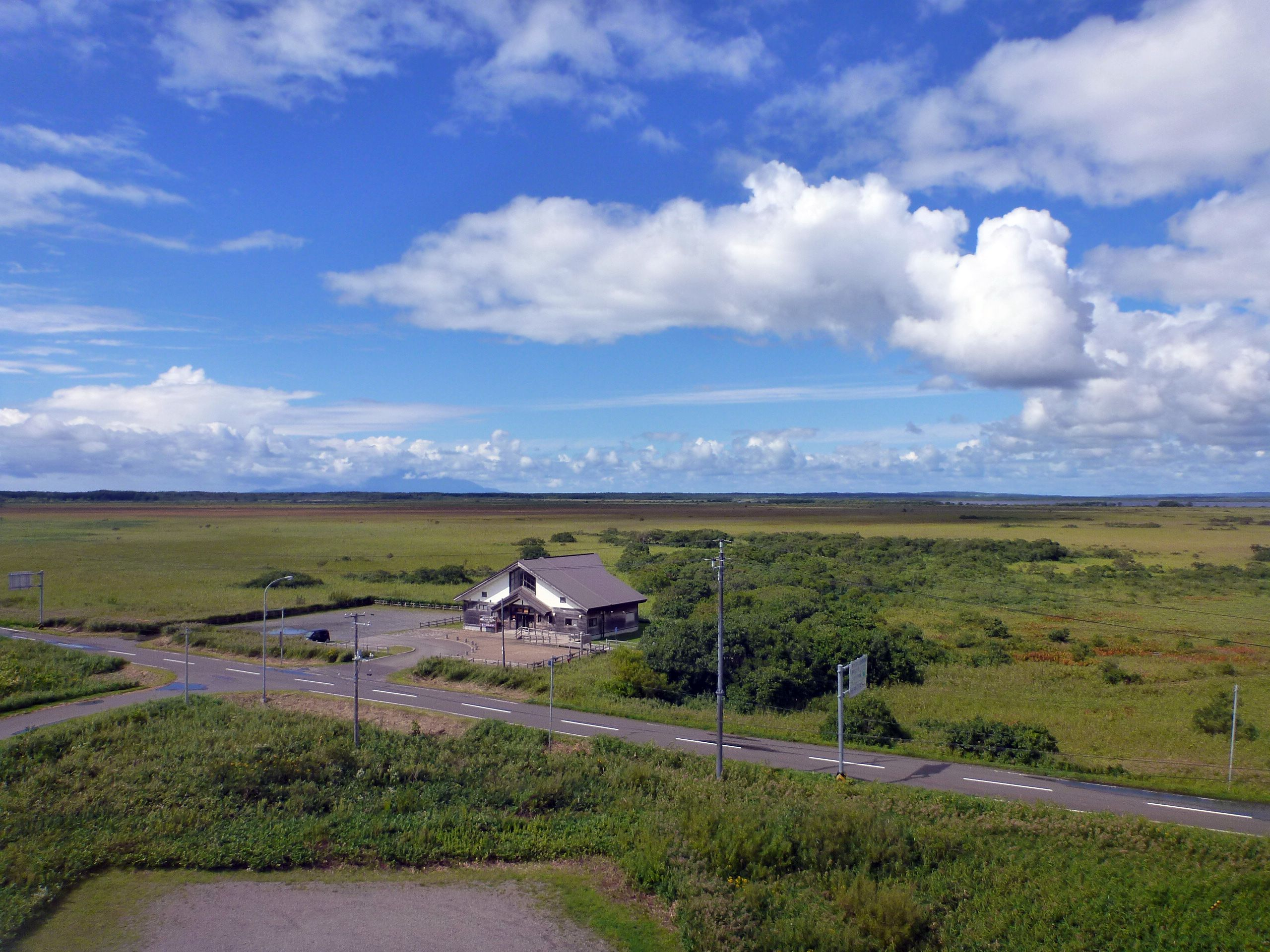
幌延遊客中心（2014年9月）

| 中心名         | 設置者 | 所在地                         | 使用人數（人） |
| -------------- | ------ | ------------------------------ | -------------- |
| 佐呂別濕原中心 | 環境省 | 北海道天鹽郡豐富町上佐呂別8662 | 35,595         |
| 幌延遊客中心   | 環境省 | 北海道天鹽郡幌延町字下沼       | 5,568          |

## 外部連結
- （日語）利尻禮文佐呂別國立公園（页面存档备份，存于）
- （日語）佐呂別自然再生事業